# Gouverneur du Pendjab
Le gouverneur du Pendjab (en ourdou : گورنر پنجاب، پاکستان) est le représentant de l'État dans la province pakistanaise du Pendjab. Il est nommé par le président de la République sur le conseil du Premier ministre. Son pouvoir est généralement assez limité, alors que le pouvoir exécutif local repose surtout entre les mains du ministre en chef. 

## Liste
| №                                                                                  | Nom                              | Photo | Dates de fonction | Dates de fonction | Dates de fonction |
| ---------------------------------------------------------------------------------- | -------------------------------- | ----- | ----------------- | ----------------- | ----------------- |
| 1                                                                                  | Sir Francis Mudie                |       | 15 août 1947      | 2 août 1949       | 1 an, 352 jours   |
| 2                                                                                  | Abdur Rab Nishtar                |       | 2 août 1949       | 24 novembre 1951  | 4 ans, 114 jours  |
| 3                                                                                  | Ibrahim Ismail Chundrigar        |       | 24 novembre 1951  | 2 mai 1953        | 1 an, 182 jours   |
| 4                                                                                  | Mian Aminuddin                   |       | 2 mai 1953        | 24 juin 1954      | 1 an, 53 jours    |
| 5                                                                                  | Habib Rahimtoola                 |       | 24 juin 1954      | 26 novembre 1954  | 155 jours         |
| 6                                                                                  | Mushtaq Ahmed Gurmani            |       | 26 novembre 1954  | 14 octobre 1955   | 322 jours         |
| Intégré dans la province du Pakistan occidental du 14 octobre 1955 au 30 juin 1970 |                                  |       |                   |                   |                   |
| 7                                                                                  | Attiqur Rahman                   |       | 1er juillet 1970  | 23 décembre 1971  | 1 an, 175 jours   |
| 8                                                                                  | Ghulam Mustafa Khar              |       | 23 décembre 1971  | 12 novembre 1973  | 1 an, 324 jours   |
| 9                                                                                  | Sadiq Hussain Qureshi            |       | 12 novembre 1973  | 14 mars 1975      | 1 an, 122 jours   |
| 10                                                                                 | Ghulam Mustafa Khar              |       | 14 mars 1975      | 31 juillet 1975   | 139 jours         |
| 11                                                                                 | Mohammad Abbas Abbasi            |       | 31 juillet 1975   | 5 juillet 1977    | 1 an, 339 jours   |
| 12                                                                                 | Aslam Riaz Hussain               |       | 5 juillet 1977    | 18 septembre 1978 | 1 an, 75 jours    |
| 13                                                                                 | Sawar Khan                       |       | 18 septembre 1978 | 1er mai 1980      | 1 an, 226 jours   |
| 14                                                                                 | Ghulam Jilani Khan               |       | 1er mai 1980      | 30 décembre 1985  | 5 ans, 243 jours  |
| 15                                                                                 | Sajjad Hussain Qureshi           |       | 30 décembre 1985  | 9 décembre 1988   | 2 ans, 345 jours  |
| 16                                                                                 | Tikka Khan                       |       | 9 décembre 1988   | 06 août 1990      | 1 an, 240 jours   |
| 17                                                                                 | Mian Muhammad Azhar              |       | 6 août 1990       | 25 avril 1993     | 2 ans, 262 jours  |
| 18                                                                                 | Chaudhary Altaf Hussain          |       | 25 avril 1993     | 19 juillet 1993   | 85 jours          |
| 19                                                                                 | Iqbal Khan                       |       | 19 juillet 1993   | 26 mars 1994      | 250 jours         |
| 20                                                                                 | Chaudhary Altaf Hussain          |       | 26 mars 1994      | 22 mai 1995       | 1 an, 57 jours    |
| -                                                                                  | Muhammad Ilyas (intérim)         |       | 22 mai 1995       | 19 juin 1995      | 28 jours          |
| 21                                                                                 | Raja Saroop Khan                 |       | 19 juin 1995      | 6 novembre 1996   | 1 an, 140 jours   |
| -                                                                                  | Khalilur Rehman (intérim)        |       | 6 novembre 1996   | 11 novembre 1996  | 5 jours           |
| 22                                                                                 | Khawaja Tariq Rahim              |       | 11 novembre 1996  | 11 mars 1997      | 120 jours         |
| 24                                                                                 | Shahid Hamid                     |       | 11 mars 1997      | 18 août 1999      | 2 ans, 160 jours  |
| 25                                                                                 | Zulfiqar Ali Khosa               |       | 12 août 1999      | 25 octobre 1999   | 74 jours          |
| 26                                                                                 | Muhammad Safdar                  |       | 25 octobre 1999   | 29 octobre 2001   | 2 ans, 4 jours    |
| 27                                                                                 | Khalid Maqbool                   |       | 29 octobre 2001   | 16 mai 2008       | 6 ans, 200 jours  |
| 28                                                                                 | Salmaan Taseer                   |       | 17 mai 2008       | 4 janvier 2011    | 2 ans, 232 jours  |
| -                                                                                  | Rana Muhammad Iqbal (intérim)    |       | 4 janvier 2011    | 13 janvier 2011   | 9 jours           |
| 29                                                                                 | Latif Khosa                      |       | 13 janvier 2011   | 22 décembre 2012  | 1 an, 344 jours   |
| 30                                                                                 | Syed Ahmed Mahmud                |       | 25 décembre 2012  | 13 mai 2013       | 139 jours         |
| 31                                                                                 | Mohammad Sarwar                  |       | 2 août 2013       | 29 janvier 2015   | 1 an, 180 jours   |
| -                                                                                  | Rana Muhammad Iqbal (intérim)    |       | 29 janvier 2015   | 7 mai 2015        | 98 jours          |
| 32                                                                                 | Malik Muhammad Rafique Rajwana   |       | 7 mai 2015        | 18 août 2018      | 3 ans, 42 jours   |
| -                                                                                  | Chaudhry Pervaiz Elahi (intérim) |       | 18 août 2018      | 5 septembre 2018  | 18 jours          |
| 33                                                                                 | Mohammad Sarwar (2e)             |       | 5 septembre 2018  | 3 avril 2022      | 3 ans, 210 jours  |
| 34                                                                                 | Omar Sarfaraz Cheema             |       | 3 avril 2022      | 30 mai 2022       | 57 jours          |
| 35                                                                                 | Muhammad Baligh Ur Rehman        |       | 30 mai 2022       | 10 mai 2024       | 1 an, 346 jours   |
| 36                                                                                 | Sardar Saleem Haider Khan (en)   |       | 10 mai 2024       | en fonction       | 296 jours         |